# جنگ هپتالیان و ساسانیان (۴۸۴ میلادی)
نبرد هرات یک نبرد نظامی بزرگ مقیاس بود که در سال ۴۸۴ میلادی بین ارتش ساسانیان متشکل از ۱۰۰ هزار مرد تحت فرماندهی پیروز یکم و ارتش هپتالیان تحت فرماندهی خوشنواز صورت گرفت. پیروز پادشاه ساسانی (پیروز یکم) در طی جنگ کشته شد، به جز تعداد اندکی از سربازان ساسانی، کلا ارتش ساسانیان در این نبرد به دست هپتالیان نابود شدند، طی عواقب این جنگ دولت ساسانی مجبور به انعقاد قرار داد صلحی با هپتالیان شد که طبق آن باید سالیانه باج سنگینی به هپتالیان پرداخت می‌کرد، خراج سالیانه تا پادشاهی خسرو انوشیروان ادامه داشت.

## زمینه
در سال ۴۵۹ هپتالیان بلخ را گرفتند و با نیروهای هرمز سوم پادشاه ساسانی روبرو شدند. این اتفاق پس از آن رخ داد که پیروز در پیمانی آشکار با هپتالیان برادرش هرمز سوم را شکست داد و کشت و خود را به عنوان پادشاه جدید شناساند. پیروز به سرعت برای حفظ روابط صلح آمیز با امپراتوری بیزانس به غرب حرکت کرد.
در خاور پیروز یکم تلاش کرد تا هپتالیان را که ارتششان تسخیر شرق ایران را آغاز کرده بود، بررسی کند. رومی‌ها در این تلاش‌ها از ساسانیان پشتیبانی کرده و برای آنها یگانهای کمکی فرستادند.
تلاش پیروز یکم برای جلوگیری از گسترش نفوذ هپتالیان که به صورت گسیل داشتن نیروهایش به اعماق قلمرو آنها نمود پیدا کرده بود، با محاصره شدنشان در خاک دشمن، با ناکامی رویارو شد.
پیروز یکم در سال ۴۷۵ به اسارت هپتالیان درآمد و ناگزیر شد افزون بر پرداخت باج برای آزاد شدن، پسرش قباد را به مدت ۳ سال به عنوان گروگان به آنها بسپرد.
این شکست خوارکننده، پیروز یکم را به برنامه‌ریزی برای یک لشگرکشی دیگر در برابر هپتالیان رهنمون شد.

## نبرد
در سال ۴۸۴، پس از رهایی پسرش، پیروز یکم ارتش بزرگی را تشکیل داد و برای رویارویی با هپتالیان راهی شمال خاوری شد. پادشاه نیروهای خود را تا بلخ، جایی که اردوگاه اصلی خود را برپا و فرستادگان خوشنواز رد نمود، هدایت کرد.
هپتالیان با زیرنظر داشتن راه پیشروی پیروز یکم، برای او کمین کردند. در نبرد متعاقب، پیروز یکم از سوی یک لشکر هپتالی در نزدیکی هرات شکست خورد و کشته شد.
ارتش پیروز یکم کاملاً نابود شد و جسدش هرگز یافت نشد. چهار پسر و برادرش نیز کشته شدند. با این شکست، شهرهای اصلی ساسانیان در منطقه خراسان؛ نیشابور، هرات و مرو به اشغال هپتالیان درآمدند.
در روایت پروکوپیوس، هپتالیان برای شکست دادن ساسانیان از یک خندق استتار شده استفاده کردند، اما خوانساری نژاد و همکاران (۲۰۲۱) استدلال می‌کند که داستان خندق مشکوک است.

## پیامدها
هپتالیان پس از مرگ شاه، به سرزمین‌های ساسانی که بدون فرمانداران دولت مرکزی باقی مانده بودند، تاختند. بخش گسترده‌ای از سرزمین ساسانیان به مدت دو سال، پی‌درپی تاراج می‌شد. تا اینکه سوخرا یکی از بلندپایگان ایرانی از خاندان کارن با به تخت نشاندن یکی از برادران پیروز یکم، یعنی بلاش، نظم را زنده کرد. سایهٔ تهدید هپتالیان بر سرزمین‌های ساسانی تا زمان پادشاهی خسرو یکم نیز ادامه داشت.
بلاش نتوانست اقدامات بسنده برای رویارویی با یورش‌های هپتالی انجام دهد و پس از چهار سال حکومت، به سود قباد یکم، برادرزاده‌اش و پسر پیروز یکم عزل شد. پس از ۴ سال قباد یکم به جرم گرویدن به آیین مزدک، از پادشاهی برکنار و در بند شد، و برادرش جاماسب به شاهی رسید. ولی قباد از زندان گریخت و به کسانی که پیشتر گروگان گرفته بودندش یعنی هپتالیان، پناه برد. قباد یکم در آنجا با یکی از دختران پادشاه هپتالی ازدواج کرد و او ارتشی را برای بازپس‌گیری تاج و تخت قباد، در اختیارش گذارد.
ساسانیان تا سال ۵۳۱ که خسرو انوشیروان به پادشاهی رسید، باجگزار هپتالیان ماندند. جاماسب دو سال بر تخت پادشاهی نشست تا این که قباد در رأس ارتش ۳۰٬۰۰۰ نفری بازگشت و تاج‌وتخت خود را پس گرفت. او از ۴۹۸ تا زمان مرگش در ۵۳۱، هنگامی که پسرش خسرو یکم به جایش بر تخت نشست، پادشاهی کرد.
به گفتهٔ عرفان شهید، تاکتیک هپتالی‌ها در کندن خندق در این جنگ، بعدها از سوی ایرانیان در نبردشان برابر روم یعنی نبرد تانریس (۵۲۸) با کامیابی به‌کارگیری شد. از تاکتیک ایرانیان نیز متعاقباً بیزانسی‌ها در نبرد دارا (۵۳۰) و حتی مسلمانان در جنگ خندق بهره گرفتند.